# 烏戈雷列茨角
63°18′31.5″S 62°15′03.5″W / 63.308750°S 62.250972°W

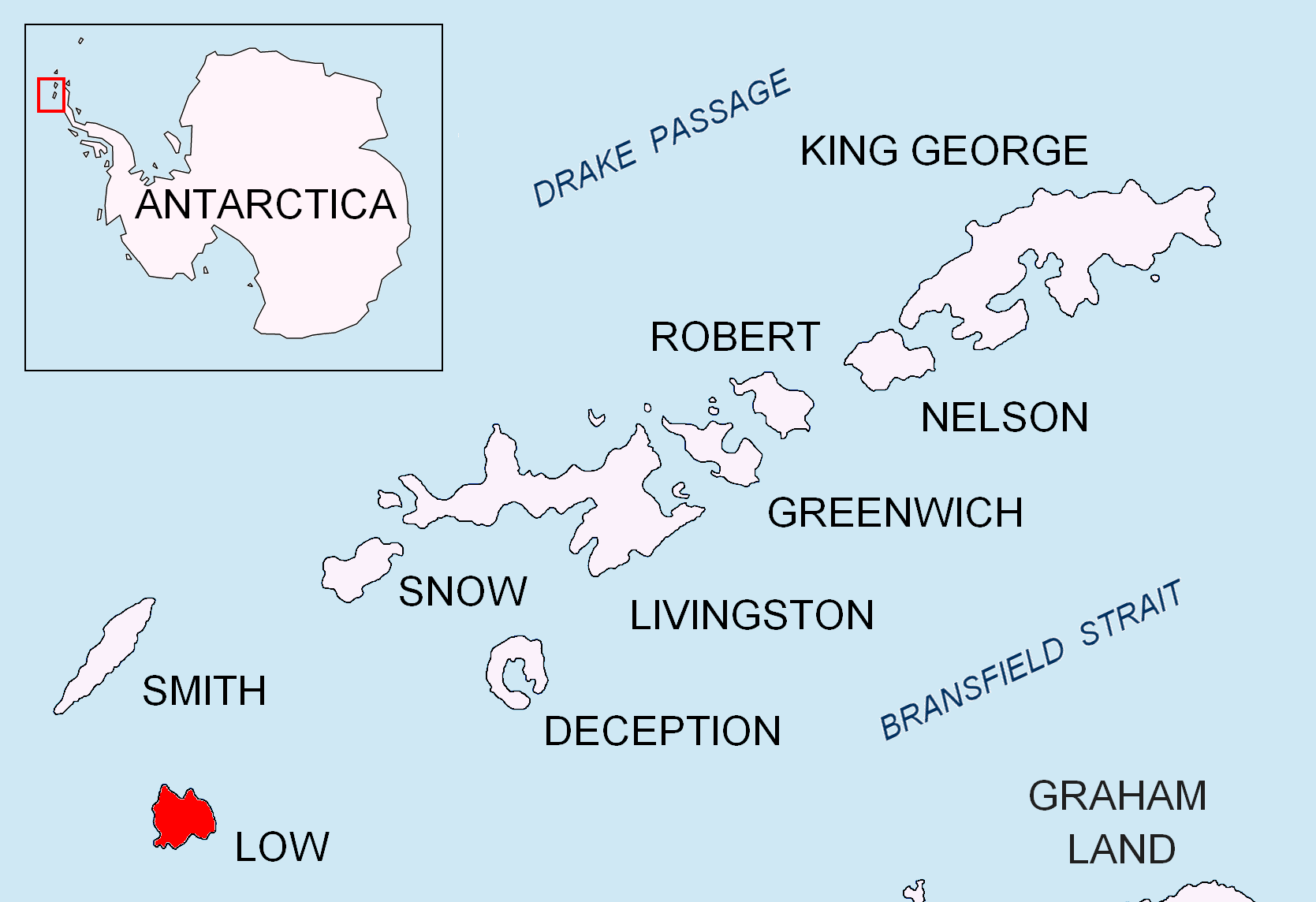

烏戈雷列茨角（Ugorelets Point），是南極洲的海岬，位於南設得蘭群島的洛島西岸，處於華萊士角西南面8.9公里和加里角以北6.04公里以保加利亞北部城鎮命名，現時由南極條約體系管理。